# Космически забивки
„Космически забивки“ (на английски: Space Jam) е американско игрално–анимационна спортна комедия от 1996 година на режисьора Джо Питка, с участието на баскетболния играч Майкъл Джордан. Филмът представя измислен разказ за случилото се между първоначалното пенсиониране на Джордан от Националната баскетболна асоциация през 1993 г. и завръщането му през 1995 г., в който той е привлечен от Шантавите рисунки, за да им помогне да спечелят баскетболен мач срещу група извънземни, които възнамеряват да ги заробят като атракции за техния тематичен парк. Уейн Найт, Тереза Рандъл и Бил Мъри се появяват в поддържащи роли, а озвучаващия състав се състои от Били Уест, Дий Брадли Бейкър, Дани Де Вито и Кат Суси.

## Актьорски състав
| Изпълнител | Роля                                      |
| --- | ----------------------------------------- |
| Майкъл Джордан | Себе си                                   |
| Брандън Хамънд | Майкъл Джордан (на 10 години)             |
| Уейн Найт | Стан Подолак                              |
| Тереза Рандъл | Хуанита Джордан (съпруга на Майкъл)       |
| Бил Мъри | Себе си                                   |
| Лари Бърд | Себе си                                   |
| Манър Уошингтън | Джефри Джордан (син на Джордан)           |
| Ерик Гордън | Маркъс Джордан (син на Джордан)           |
| Пени Бае Бриджес | Джазмин Джордан (дъщеря на Джордан)       |
| Чарлз Баркли | Себе си                                   |
| Шон Брадли | Себе си                                   |
| Патрик Юинг | Себе си                                   |
| Лари Джонсън | Себе си                                   |
| Мъгси Богс | Себе си                                   |
| Том Бари | Джордж Р. Джордан старши (баща на Майкъл) |
| Дани Айнге Стив Кер Алонцо Траур Хорас Грант Ей Си Грийн Чарлз Оукли Люк Лонгли Седрик Чебалос Дерек Харпър Владе Дивац Брайън Шоу Джеф Малоун Бил Уенингтън Антъни Милър Шарън Райт | Играчи на НБА (епизодични роли)           |
| Дан Кастеланета Патриша Хийтън | Фенове на баскетбола                      |

### Озвучаващ състав
| Изпълнител        | Персонаж                                       |
| ----------------- | ---------------------------------------------- |
| Били Уест         | Бъгс Бъни Елмър Фъд                            |
| Дий Брадли Бейкър | Дафи Дък Таз Бул                               |
| Дани Де Вито      | Господин Суокхамър                             |
| Боб Бъргън        | Порки Пиг Туити Марвин Марсианеца Хюби и Бърти |
| Бил Фармър        | Силвестър Йосемити Сам Фогхорн Легхорн         |
| Джун Форей        | Баба                                           |
| Морис ЛаМарш      | Пепе ле Пю                                     |
| Кат Суси          | Лола Бъни (първата й поява)                    |
| Жаклин Блу        | Паунд (Оранжевият)                             |
| Шарити Джеймс     | Бланко (Синият)                                |
| Джун Мелби        | Банг (Зеленият)                                |
| Катрин Рейтман    | Бупкус (Лилавият)                              |
| Колийн Уейнрайт   | Наут (Червеният) Снифълс                       |
| Дориан Херуъд     | Звездовището Бупкус                            |
| Джоуи Кеймън      | Звездовището Бенг                              |
| Ти Кей Картър     | Звездовището Наут                              |
| Дарнъл Сътълс     | Звездовището Паунд                             |
| Стив Кехела       | Звездовището Бланко и коментатора              |
| Франк Уелкър      | Чарлс (кучето на Майкъл)                       |

## В България
В България филмът излиза по кината на 21 февруари 1997 г. от „Александра Филмс“, а по-късно на 8 април в същата година е издаден на видеокасета от Александра Видео.
На 31 декември 2001 г. е излъчен за първи път по bTV в понеделник от 13:30 часа.
На 26 януари 2008 г. е излъчен по Нова телевизия със субтитри на български.
На 18 октомври 2010 г. се излъчва повторно по PRO.BG, след това следват и повторения по каналите на bTV Media Group с HD качество.
През март 2022 г. е достъпен в HBO Max, но със субтитри на български език.
На 11 октомври 2024 г. се излъчва и по „Стар Ченъл“ в петък от 21:00 ч.

## Дублажи

### Синхронен дублаж
| Роля | Изпълнител        |
| --- | ----------------- |
| Майкъл Джордан Джеймс Джордан (бащата на Майкъл) | Пламен Захов      |
| Бъгс Бъни Дафи Дък Йосемити Сам | Христо Мутафчиев  |
| Силвестър (Слай) Пепе Льопю Стенли „Стан“ Подолак Фен на Ню Йорк Никс Звездовището Бупкус Звездовището Наут | Иван Райков       |
| Лола Бъни Порки Пиг Хуанита Джордан (съпругата на Майкъл) Фенка на Ню Йорк Никс | Даниела Йорданова |
| Туити Баба Малкият Майкъл Паунд (Оранжевият) Наут (Червеният) Бупкус (Лилавият) Бланко (Синият) Банг (Зеленият) Джефри Джордан (по-големият син на Майкъл) Маркъс Джордан (по-малкият син на Майкъл) Джазмин Джордан (дъщерята на Майкъл) Снифълс | Живка Донева      |
| Таз Господин Суокхамър Звездовището Банг | Георги Георгиев   |
| Фогхорн Легхорн Бил Мъри Лари Бърд Звездовището Паунд Звездовището Бланко | Георги Тодоров    |
| Елмър Фъд | Здравко Методиев  |
| Марвин марсианеца | Чавдар Монов      |

- Персонажите с удебелен шрифт са тези, които са кредитирани във финалните надписи на българската версия.
- В дублажа на филма има няколко реплики на различни герои, които са изчетени от различни артисти. Един от примерите е Чарлз Баркли, чиято първа реплика на баскетболния му мач е прочетена от Георги Тодоров, след това при психиатъра е озвучен от Чавдар Монов, в сцената му в църквата е озвучен от Пламен Захов, а накрая, когато си получава силата отново, се озвучава от Здравко Методиев.
- Това е първия озвучен филм на актьорите Христо Мутафчиев (Бъгс и Дафи), Даниела Йорданова (Лола и Порки) и Здравко Методиев (Елмър), които правят първите стъпки в озвучаването.

| Обработка                         | Арс Диджитал Студио (1997)           |
| --------------------------------- | ------------------------------------ |
| Превод                            | Христо Дерменджиев                   |
| Адаптация                         | Христо Христов                       |
| Режисьор на дублажа               | Чавдар Монов                         |
| Тонрежисьор и звуков монтаж       | Венислава Николова                   |
| Видеооператор                     | Огнян Иванов                         |
| Синхронизация и цифрова обработка | Яна Терзиева Венислава Николова      |
| Миксинг                           | Венислава Николова Благомир Алексиев |
| Изпълнителен продуцент            | Асен Аврамов                         |

### Войсоувър дублаж
| Пост                | Име                                                                       |
| ------------------- | ------------------------------------------------------------------------- |
| Преводач            | Велина Терзиева                                                           |
| Режисьор на дублажа | Йоанна Микова                                                             |
| Озвучаващи артисти  | Ася Рачева Росен Русев Христо Чешмеджиев Радослав Рачев Константин Лунгов |